# Kagoshima United FC
Kagoshima United FC (Kagoshima Yunaiteddo FC, 鹿児島ユナイテッドFC) là một câu lạc bộ bóng đá của Nhật Bản được ra đời sau sự sáp nhập của hai câu lạc bộ Volca Kagoshima và FC Kagoshima, hai đội từng thi đấu tại Kyushu Soccer League trước khi hợp nhất. Đội một thi đấu tại Japan Football League, trong khi đó đội hai thi đấu tại Kyushu Soccer League.

## Lịch sử
Volca Kagoshima thi đấu tại Kyushu Soccer League từ 1973 và từng năm lần vào Vòng chung kết Giải bóng đá các khu vực toàn Nhật Bản nhưng chưa một lần lên Japan Football League hay được biết đến là Japan Soccer League cho tới những năm 1980. Osumi NIFS United FC (tên cũ của FC Kagoshima), ban đầu liên kết với Viện Thể dục và Thể thao Quốc gia nằm gần Kanoya, từng lên hạng Kyushu Soccer League vào năm 2004, nhưng cả Volca và NIFS đều chưa từng lên được JFL.
Ý tưởng sáp nhập Volca và FC Kagoshima được đưa ra bàn bạc bởi Liên đoàn bóng đá tỉnh Kagoshima đầu năm 2012, nhưng không đạt được thỏa thuận. Dù vậy Volca và FC Kagoshima cùng nộp đơn xin gia nhập Thành viên Liên kết J.League, cả hai bên khởi động lại cuộc nói chuyện của họ về việc sáp nhập, sau đó cuối cùng đã đồng ý sáp nhập đội bóng của họ để nhằm mục đích lên hạng J. League, sau ý kiến của tổ chức J. League. Khi cả hai câu lạc bộ giành quyền vào vòng cuối của Vòng chung kết Giải bóng đá các khu vực toàn Nhật Bản năm 2013, đội giành quyền thăng hạng Giải bóng đá Nhật Bản 2014.
Tháng Mười một 2015, sau khi đáp ứng các yêu cầu của J. League họ giành quyền thăng hạng J3.

## Tên và biểu trưng
Biểu trưng của câu lạc bộ là hai hình tượng của tỉnh Kagoshima Sakurajima và vịnh Kagoshima ở nền, với màu đỏ tượng trưng cho Volca, và màu xanh dương tượng trưng cho FC Kagoshima.

## Đội hình hiện tại
Tính tới 27 tháng 10 năm 2015

### Đội một
Ghi chú: Quốc kỳ chỉ đội tuyển quốc gia được xác định rõ trong điều lệ tư cách FIFA. Các cầu thủ có thể giữ hơn một quốc tịch ngoài FIFA.
| Số | VT | Quốc gia | Cầu thủ           |
| -- | -- | -------- | ----------------- |
| 1  | TM | Nhật Bản | Shunsuke Ueda     |
| 2  | HV | Nhật Bản | Masataka Yamazaki |
| 3  | HV | Nhật Bản | Isao Taniguchi    |
| 4  | HV | Nhật Bản | Takuya Kohara     |
| 5  | TV | Nhật Bản | Wataru Inoue      |
| 6  | HV | Nhật Bản | Shuto Tanaka      |
| 7  | TV | Nhật Bản | Akira Akao        |
| 8  | TV | Nhật Bản | Yuki Nagahata     |
| 9  | TĐ | Nhật Bản | Yutaka Tahara     |
| 10 | TV | Nhật Bản | Hiroto Yamamoto   |
| 11 | TĐ | Nhật Bản | Tsuyoshi Sinchu   |
| 13 | TĐ | Nhật Bản | Yuya Yamada       |
| 14 | TV | Nhật Bản | Koji Takano       |
| 15 | TV | Nhật Bản | Hirotaka Uchizono |
| 16 | TĐ | Nhật Bản | Yuma Kawamori     |

| Số | VT | Quốc gia | Cầu thủ                       |
| -- | -- | -------- | ----------------------------- |
| 17 | TV | Nhật Bản | Sadaaki Nagaiwa               |
| 18 | HV | Nhật Bản | Mitsuhiro Seki                |
| 19 | TV | Nhật Bản | Yuhei Oba                     |
| 20 | TĐ | Nhật Bản | Jyunki Goryo                  |
| 21 | TM | Nhật Bản | Dai Takeda                    |
| 22 | TĐ | Nhật Bản | Ryuya Fukushima               |
| 23 | HV | Nhật Bản | Katsunari Mizumoto            |
| 24 | TĐ | Serbia   | Nenad Živković                |
| 25 | TV | Nhật Bản | Shohei Yanagizaki             |
| 26 | HV | Nhật Bản | Isao Taniguchi                |
| 27 | HV | Nhật Bản | Shinji Tominari               |
| 31 | TM | Malaysia | Norman Haikal Rendra Iskandar |
| 33 | TV | Nhật Bản | Yutaka Tanoue                 |